# 八木優樹
八木 優樹（やぎ ゆうき、1988年10月19日 - ）は、日本のドラマー、ソングライター。ロックバンド・KEYTALKのドラムス担当。東京都清瀬市出身。O型。

## 人物
西武台高等学校の軽音楽部で小野と出会い、先輩から2人とも同じバンドに誘われたのをきっかけに親交を深め、前身バンド「real」の結成に至る。首藤義勝とともにアニメ好きであることを公言しており、アニメソングのコピーバンドを組んでいたこともある。中日ドラゴンズの大ファンで、夢はナゴヤドームでライブをすることと、インタビューなどでしばしば口にしている。2011年から2012年までundersignのドラマーとしても活動していた。2020年5月、YouTubeチャンネル「はげまるちゃんねる」を開設。

## 出演

### ラジオ
- MOSラジNACK5店（NACK5、2023年7月 - 2024年6月） - パーソナリティー[8]

### ミュージック・ビデオ
- JASPĘR「STUCK IN MY HEAD」（2023年）
- GANG PARADE「パショギラ」（2024年）
- マオ「mannequin」（2024年）
- may in film「Daybreak」（2024年）

## ディスコグラフィ

### 参加楽曲
すべてドラム参加。
- undersign
  - 1st EP『SECOND CITY e.p.』（2011年）
    - 「トワイライト」
    - 「SECOND CITY」
    - 「フォトフレーム」
    - 「深呼吸」
- luvliminall
  - 1st EP『liminality』（2022年）
    - 「01」
    - 「dramatic」

  - 「4.186」（2022年）
  - 「thaw」（2023年）
  - 「even so」（2023年）
  - 「ムーンライト」（2024年）
- Payrin's
  - 「存在証明」（2023年）
- GANG PARADE
  - メジャー5thシングル『パショギラ/躍動/ROCKを止めるな!!』（2024年）
    - 「パショギラ」
- Finally
  - 「夏の怪獣」（2024年）
- 緑仙
  - 3rdミニアルバム『ゴチソウサマノススメ』（2024年）
    - 「君の好きなところ」
- SANKA
  - デジタルシングル『会いに行こうぜ』（2024年）
    - 「会いに行こうぜ」
    - 「誰がために」